# Ansouis
Ansouis – miejscowość i gmina we Francji, w regionie Prowansja-Alpy-Lazurowe Wybrzeże, w departamencie Vaucluse.
Według danych na rok 2006 gminę zamieszkiwały 1105 osoby, a gęstość zaludnienia wynosiła 63 osób/km² (wśród 963 gmin regionu Prowansja-Alpy-W. Lazurowe Ansouis plasuje się na 398. miejscu pod względem liczby ludności, natomiast pod względem powierzchni na miejscu 550.).